# 金善宝
金善宝（1895年7月2日—1997年6月26日），男，浙江诸暨人，中国农业教育家、农学家，中国现代小麦科学主要奠基人。曾任南京市副市长、中国科学技术协会副主席、农业部科学技术委员会主任委员、中国农业科学院学术委员会主任委员和研究生院院长、中国作物学会理事长、中国农学会名誉会长、九三学社中央名誉主席等职。

## 生平
1895年7月2日生于浙江省诸暨县石峡口村。6岁起在父亲开办的私塾读书。1913年入绍兴浙江省立第五中学。
1917年考入南京高等师范学校农业专修科。1920年毕业，经南高农科主任邹秉文推荐到南京市皇城小麦试验场当技术员。1921年，南京高师改建国立东南大学（1928年改名國立中央大學），在江东门外大胜关建立农事试验总场，任技术员，直至1927年6月；其间回校补读一年学分，完成本科学业，1926年6月毕业于农科农艺系。
1927年，到宁波浙江省立第四中学（今宁波中学）教农业课。1928年春到杭州劳农学院（后改为浙江大学农学院、浙江农业大学）等任教。
1930年，赴美国留学，初在康乃尔大学研究生院学习植物生理、遗传学等课程，后转到明尼苏达大学农学院。
1932年2月回国，先任教于浙江大学农学院。1933年8月起执教于中大农学院，曾兼农艺系系主任，经1937年抗战西迁重庆，1946年东还南京。1948年转任无锡私立江南大学农艺系教授兼系主任。
1949年8月，出任南京大學农学院院长。1952年南京大學農學院分出组建南京农学院（1984年改名南京农业大学），任南京农学院院长。1957年到北京，曾任中国农业科学院院长、名誉院长。
1997年6月26日在北京逝世。

## 社会兼职
1980年3月15日，中国科学技术协会第二次全国代表大会在北京召开，会议选出第二届全国委员会，其当选为副主席。

## 奖项和荣誉
1955年6月当选为中国科学院生物学地学部（后为生物学部）学部委员（院士）。
1957年当选为全苏列宁农业科学院通讯院士。
1986年被授予“美国农业服务基金会永久荣誉会员”称号。
1986年6月，中国科学技术协会第三次全国代表大会在北京召开，选举产生第三届全国委员会。6月28日，第三届全国委员会第一次会议召开，推举其为荣誉委员。

## 学术贡献
- 早期曾鉴评推广“江东门”、“武进无芒”、“南京赤壳”和“姜堰黄皮”等一批优良地方品种。部分研究成果散见《中国小麦分类之初步》、《小麦开花之时期研究》、《近代玉米育种法》、《用统计方法比较籼粳糯米之胀性》和《大豆几种性状与油分、蛋白质之关系》等文。
- 抗战期间，与中大师生一起对3000多个小麦品种进行深入鉴评，选出适于四川盆地和长江中下游地区种植的“碧玉麦”、“中大2509”（Ardit，又名“矮立多”）和“中大2419”（又名“南大2419”）等优良品种，从1942年在四川省开始推广，1950年后在南方冬麦区推广。其中，1939年选育出的“中大2419”（1949年后改名为“南大2419”）是中国小麦推广史上面积最大、范围最广、时间最长的一个良种；“南大2419”（“中大2419”）推广面积最大的年份曾达7000多万亩，种植达40多年，并且其后衍生品种约有100个，分布在中国7大麦区。

## 著作
- 《实用小麦论》，1934年作为大学丛书出版，是中国第一本既有理论又联系小麦生产实际的农业书籍。
- 《中国小麦栽培学》，是1950年代末中国首次以作物栽培为主题组织知名专家学者集体撰写的旨在反映当时国内栽培科学水平的系列专著中的第一册。
- 《中国小麦品种志》，和刘定安共同主编，1964年出版（1985年又出版1962—1982年续编），是中国第一次为本国的现代小麦栽培品种“树碑立传”的历史性文献。
- 《中国小麦品种及其系谱》，庄巧生等为副主编，1983年出版。
- 《中国农业百科全书》，庄巧生为编委会第一副主任委员，李竞雄、黄佩民、卢良恕、杨守仁为副主任委员，1991年出版。